# 芭蕉塚古墳
芭蕉塚古墳（ばしょうづかこふん）は、京都府城陽市平川茶屋裏にある古墳。形状は前方後円墳。久津川古墳群を構成する古墳の1つ。国の史跡に指定されている（史跡「久津川古墳群」のうち）。

## 概要
城陽市北部、木津川右岸の丘陵地に築造された大型前方後円墳である。「芭蕉塚」の古墳名の由来は不明。丘陵一帯では、本古墳や久津川車塚古墳・丸塚古墳（いずれも城陽市平川車塚）の大型古墳3基を含む古墳100基以上からなる久津川古墳群の分布が知られる。現在の墳丘は竹林で覆われ、数次の発掘調査が実施されている。
墳形は前方後円形で、前方部を南方向に向ける。墳丘は2段築成。墳丘長は約110メートルを測り、久津川古墳群中では久津川車塚古墳に次ぐ第2位の規模になる。墳丘くびれ部には左右両側に造出を付す。墳丘外表では葺石・普通円筒埴輪列のほか、形象埴輪（家形・蓋形・靫形・盾形・甲冑形・囲形埴輪）が認められている。特に囲形埴輪は後円部・造出の谷間に据えられており、築造当時に墳丘谷間が導水・湧水祭祀空間に見立てられたことを表す事例として注目される。墳丘周囲には盾形の周濠が巡らされており（南側で一部残存）、外堤上では大型円筒埴輪列も出土している。埋葬施設は粘土槨で、後円部中央において墳丘主軸と平行に構築する。久津川古墳群では埋葬施設に石材がほとんど用いられないことが知られており、その特徴が大首長墓である本古墳まで一貫する様子が指摘される。粘土槨は大規模な盗掘に遭っており、発掘調査では盗掘坑から副葬品の一部とみられる甲冑片が出土している。
築造時期は、古墳時代中期の5世紀中葉頃と推定される。本古墳の外部施設の様相は中期古墳として典型的なものになる。また久津川古墳群の大首長墓としては、丸塚古墳・久津川車塚古墳に後続する最後の築造とされる。
古墳域は2016年（平成28年）に国の史跡に指定されている（史跡「久津川古墳群」のうち）。

## 遺跡歴
- 1962年（昭和37年）、墳丘測量調査（同志社大学考古学研究会）[1]。
- 1976年（昭和51年）、範囲確認調査（城陽市教育委員会）[1]。
- 1983-1994年（昭和58-平成6年）、開発に伴う断続的な試掘調査（城陽市教育委員会）[1]。
- 1987年（昭和62年）4月21日、城陽市指定史跡に指定[4]。
- 2000-2005年度（平成12-17年度）、史跡整備に向けた発掘調査（城陽市教育委員会、2006年に報告）[1]。
- 2016年（平成28年）10月3日、国の史跡に指定（史跡「久津川古墳群」のうち）[8]。
- 2024年（令和6年）10月11日、史跡範囲の追加指定。

## 墳丘
墳丘の規模は次の通り。
- 古墳総長：161メートル - 周濠を含めた全長。
- 墳丘長：114メートル
- 後円部 - 2段築成。
  - 直径：62.7メートル
- 前方部 - 2段築成。
  - 長さ：51.5メートル
  - 幅：61.0メートル

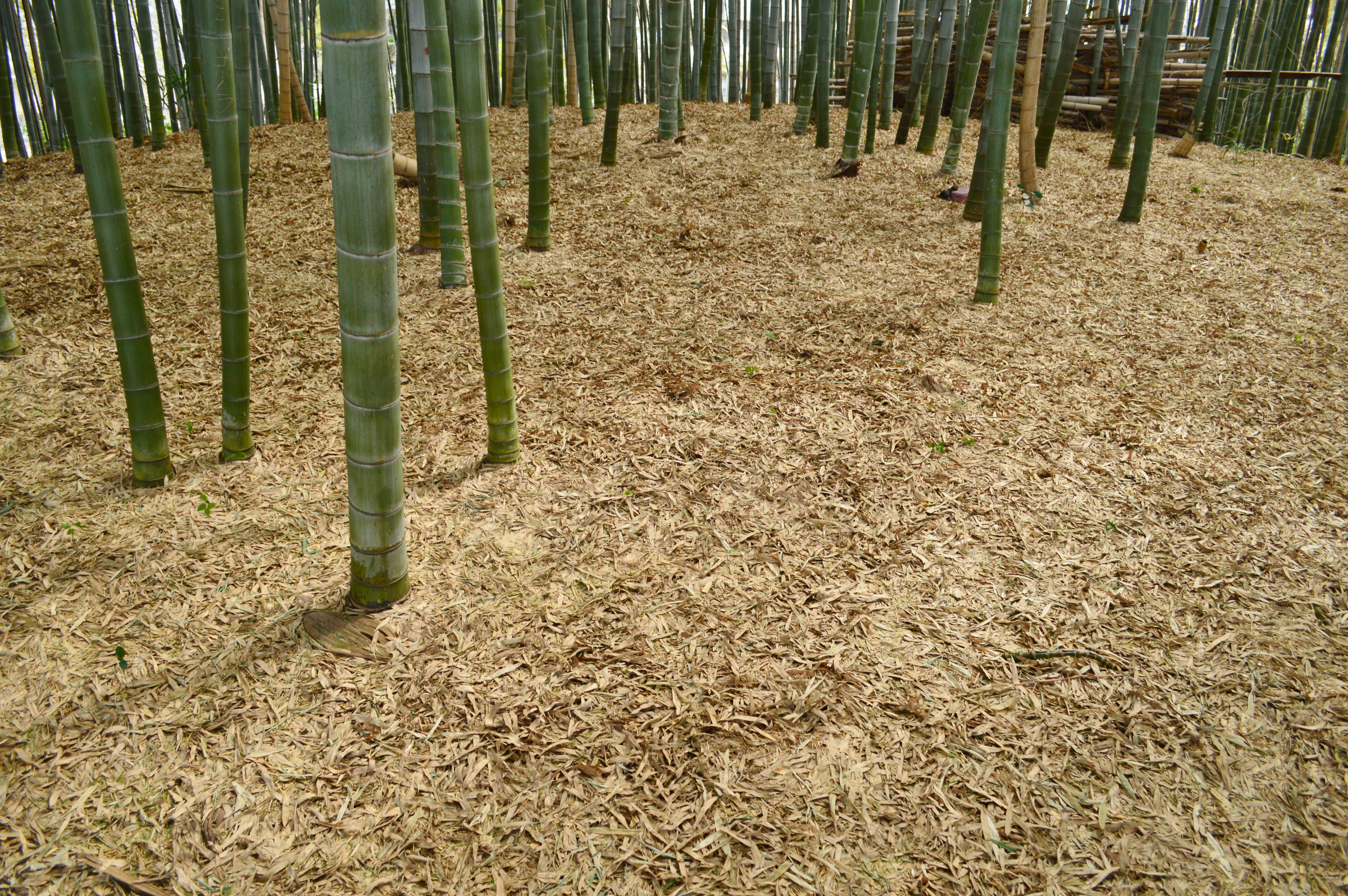
後円部墳頂
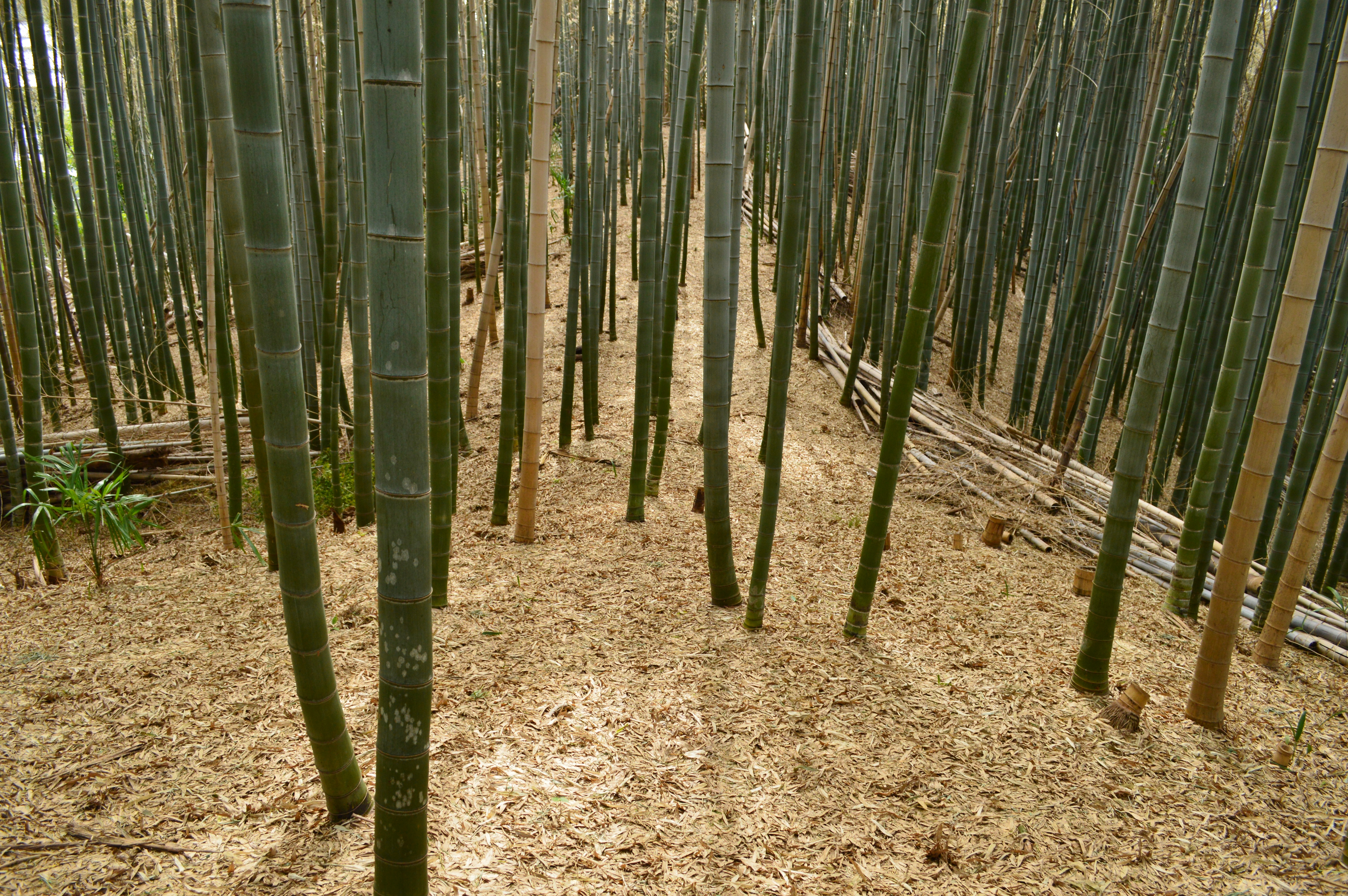
後円部から前方部を望む

## 文化財

### 国の史跡
- 芭蕉塚古墳（史跡「久津川古墳群」のうち）
2016年（平成28年）10月3日、既指定の史跡「久津川車塚・丸塚古墳」に芭蕉塚古墳・久世小学校古墳の古墳2基を追加指定して、指定名称を「久津川古墳群」に変更[8][6][7]。
2024年（令和6年）10月11日、史跡範囲の追加指定[9]。